# Mozart (Schiff, 1963)
Mozart ist der Name eines Fahrgastschiffs, das zunächst in Deutschland und später in Belgien im Einsatz war.

## Geschichte
Das Schiff wurde 1963 auf der Schiffswerft Schmidt in Oberkassel gebaut und fuhr für die Reederei Hans Henneberger aus Miltenberg, bis es durch einen 1973 gebauten gleichnamigen Nachfolger ersetzt wurde. Günter Benja gibt in seinem Schiffsverzeichnis von 1975 so gut wie keine Daten zu den Henneberger-Schiffen an, führt dort aber ein Schiff namens Mozart auf, das für die Beförderung von 330 Fahrgästen zugelassen war. Da die 1973 gebaute Mozart eine deutlich höhere Kapazität von 600 Fahrgästen hatte, könnte es sich hier noch um eine Angabe zur alten Mozart handeln. 
Die weiteren Angaben zum Schicksal des Schiffes sind spärlich. Laut Binnenschifferforum wurde es 1980 umgebaut und modernisiert und 1992 von der Reederij Harder aus Sneek zum Verkauf angeboten. Damals trug es immer noch den Namen Mozart und besaß einen Dieselmotor von Scania mit einer Leistung von 236 PS. Später war die Mozart laut dieser Quelle in Temse gemeldet. Das Schiff wird, leider ohne Angaben zu seiner Geschichte, nach wie vor auf der Homepage des Unternehmens in Temse geführt (Stand: Mai 2022). Für Tourenfahrten wird dort eine Höchstzahl von 120 Fahrgästen angegeben.